# Siren Diao
Siren Diao Balde (Figueras, Gerona, 21 de enero de 2005) es un futbolista español. Juega de delantero centro y su equipo actual es el Cesena Football Club de la Serie B, segunda categoría del fútbol italiano, cedido desde Atalanta.

## Trayectoria
En febrero de 2022 fue fichado por Hellas Verona. Se incorporó a la sub-17 de inmediato para jugar la segunda mitad de la temporada 2021-21, estuvo presente en 8 partidos y convirtió 5 goles.
Para la temporada 2022-23 fue pieza titular en la sub-18, con la que jugó 25 partidos, anotó 18 goles y brindó 3 asistencias. También alternó con el equipo Primavera, pero como segunda opción, disputó 14 partidos y marcó 2 goles, pero fue titular solo 2 veces.
Fue ascendido al primer equipo por el entrenador Marco Baroni para la temporada 2023-24. Estuvo por primera vez a la orden con los profesionales el 12 de agosto de 2023, en la primera ronda de la Copa Italia, no tuvo minutos y ganaron 3-1 al Ascoli. En la fecha 3 de la Serie A volvió a ser convocado, no tuvo minutos en lo que fue la derrota 3-1 frente a Sassuolo. Fue titular con el equipo Primavera, en la primera mitad de la temporada convirtió 10 goles en 16 partidos.
Tras dos años en las juveniles prolíficos de goles con Hellas Verona, fue fichado por Atalanta U23 el 4 de enero de 2024. Jugó en la tercera categoría del fútbol italiano con la reserva del club, en 20 partidos anotó 5 goles, además estuvo convocado al primer equipo de Atalanta en ocasiones, pero no tuvo minutos.
Fue cedido al Granada Club de Fútbol para jugar la temporada 2024-25 y que tenga rodaje con profesionales. Debutó en España el 7 de septiembre de 2024, ingresó en los minutos finales para jugar contra Deportivo de La Coruña por liga y empataron 1-1. En su tercer partido convirtió su primer gol, fue en la última jugada del partido, lo que permitió sellar un triunfo 1-0 frente a Córdoba.
El 6 de agosto de 2025, volvió a ser cedido, esta vez al Cesena.

## Selección nacional
Ha sido internacional con la selección de fútbol de España en la categoría juvenil sub-19.
El 9 de octubre de 2023 fue citado por primera vez a la selección española, en la categoría sub-19, para realizar entrenamientos, iban a disputarse amistosos contra Israel se cancelaron por la situación del país.
Fue confirmado para jugar la Clasificación para el Campeonato de Europa Sub-19 de la UEFA 2024. Debutó con España el 15 de noviembre, fue titular en el primer partido del grupo contra Moldavia, colaboró con una asistencia y ganaron 5-0. En el segundo encuentro estuvo en el banco de suplentes, se midieron ante Chipre, ingresó al minuto 72, convirtió un gol y cerró el triunfo 2-0. El último partido lo ganaron 0-4 a Chipre, volvió a ser el delantero titular. España clasificó a la siguiente instancia como primera del grupo con puntaje ideal.
En 2024 fue considerado desde el comienzo en las convocatorias sub-19. En el primer partido del año, un amistoso contra Italia, convirtió un gol y derrotaron 0-3 al en ese entonces vigente campeón de la categoría.

## Estadísticas

### Clubes
Actualizado al último partido citado el 17 de mayo de 2025.
| Club                         | Div.          | Temporada     | Liga  | Liga  | Liga   | Copas nacionales | Copas nacionales | Copas nacionales | Copas internacionales | Copas internacionales | Copas internacionales | Total | Total | Total  |
| Club                         | Div.          | Temporada     | Part. | Goles | Asist. | Part.            | Goles            | Asist.           | Part.                 | Goles                 | Asist.                | Part. | Goles | Asist. |
| ---------------------------- | ------------- | ------------- | ----- | ----- | ------ | ---------------- | ---------------- | ---------------- | --------------------- | --------------------- | --------------------- | ----- | ----- | ------ |
| Hellas Verona F. C. · Italia | 1.ª           | 2023-24       | 0     | 0     | 0      | 0                | 0                | 0                | —                     | —                     | —                     | 0     | 0     | 0      |
| Hellas Verona F. C. · Italia | Total club    | Total club    | 0     | 0     | 0      | 0                | 0                | 0                | 0                     | 0                     | 0                     | 0     | 0     | 0      |
| Atalanta B. C. U23 · Italia  | 3.ª           | 2023-24       | 19    | 5     | 0      | -                | -                | -                | —                     | —                     | —                     | 19    | 5     | 0      |
| Atalanta B. C. U23 · Italia  | 3.ª           | 2024-25       | -     | -     | -      | 1                | 0                | 0                | —                     | —                     | —                     | 1     | 0     | 0      |
| Atalanta B. C. U23 · Italia  | Total club    | Total club    | 19    | 5     | 0      | 1                | 0                | 0                | 0                     | 0                     | 0                     | 20    | 5     | 0      |
| Atalanta B. C. · Italia      | 1.ª           | 2023-24       | 0     | 0     | 0      | 0                | 0                | 0                | —                     | —                     | —                     | 0     | 0     | 0      |
| Atalanta B. C. · Italia      | Total club    | Total club    | 0     | 0     | 0      | 0                | 0                | 0                | 0                     | 0                     | 0                     | 0     | 0     | 0      |
| Granada C. F. · España       | 2.ª           | 2024-25       | 11    | 2     | 2      | 2                | 0                | 0                | —                     | —                     | —                     | 13    | 2     | 2      |
| Granada C. F. · España       | Total club    | Total club    | 11    | 2     | 2      | 2                | 0                | 0                | 0                     | 0                     | 0                     | 13    | 2     | 2      |
| Cesena F. C. · Italia        | 2.ª           | 2025-26       | 0     | 0     | 0      | -                | -                | -                | —                     | —                     | —                     | 0     | 0     | 0      |
| Cesena F. C. · Italia        | Total club    | Total club    | 0     | 0     | 0      | 0                | 0                | 0                | 0                     | 0                     | 0                     | 0     | 0     | 0      |
| Total carrera                | Total carrera | Total carrera | 30    | 7     | 2      | 3                | 0                | 0                | 0                     | 0                     | 0                     | 33    | 7     | 2      |
| 1.                           |               |               |       |       |        |                  |                  |                  |                       |                       |                       |       |       |        |

### Selección
Actualizado al último partido citado el 26 de marzo de 2024.
| Selección         | Temporada         | Continental | Continental | Continental | Mundial | Mundial | Mundial | Amistosos | Amistosos | Amistosos | Total | Total | Total  |
| Selección         | Temporada         | Part.       | Goles       | Asist.      | Part.   | Goles   | Asist.  | Part.     | Goles     | Asist.    | Part. | Goles | Asist. |
| ----------------- | ----------------- | ----------- | ----------- | ----------- | ------- | ------- | ------- | --------- | --------- | --------- | ----- | ----- | ------ |
| Sub-19 · España   | 2023-24           | 5           | 2           | 1           | —       | —       | —       | 1         | 1         | 0         | 6     | 3     | 1      |
| Sub-19 · España   | Total sel.        | 5           | 2           | 1           | 0       | 0       | 0       | 1         | 1         | 0         | 6     | 3     | 1      |
| Total selecciones | Total selecciones | 5           | 2           | 1           | 0       | 0       | 0       | 1         | 1         | 0         | 6     | 3     | 1      |
| 1.                |                   |             |             |             |         |         |         |           |           |           |       |       |        |